# WorldWideWeb
WorldWideWeb (kasnije preimenovan u Nexus kako bi se izbegla konfuzija između softvera i veba) bio je prvi veb-pregledač i editor. Bio je ugašen 1994. godine, a u vreme kada je napisao, WorldWideWeb je bio jedini veb-pregledač koji je postojao, a ujedno i prvi WYSIWYG HTML editor.

## Spoljašnje veze
- Tim Berners-Lee: WorldWideWeb
- A Little History of the World Wide Web
- Berners-Lee's blog
- Weaving the Web.  978-0-06-251587-2, Berners-Lee's book about the conception of the Web.
- Nexus binaries and source code
- CERN, Where the Web Was "WWW" born